# Скородумка (Юровське сільське поселення)
Скороду́мка (рос. Скородумка) — присілок у складі Грязовецького району Вологодської області, Росія. Входить до складу Юровського сільського поселення.

## Населення
Населення — 494 особи (2010; 486 у 2002).
Національний склад (станом на 2002 рік):
- росіяни — 97 %